# Skoklosters bil och motormuseum

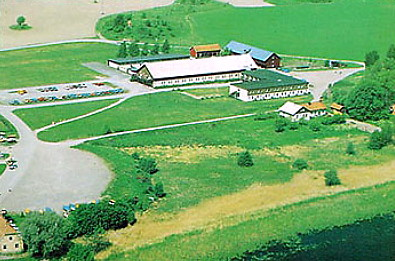
Skokloster bilmuseum (vykort).

Skoklosters bil och motormuseum var ett museum för historiska bilar och motorer vid Skokloster slott i Håbo kommun. Museet, som låg i anslutning till värdshusbyggnaden strax norr om slottet, öppnade 1963 och stängde 2008.

## Historik

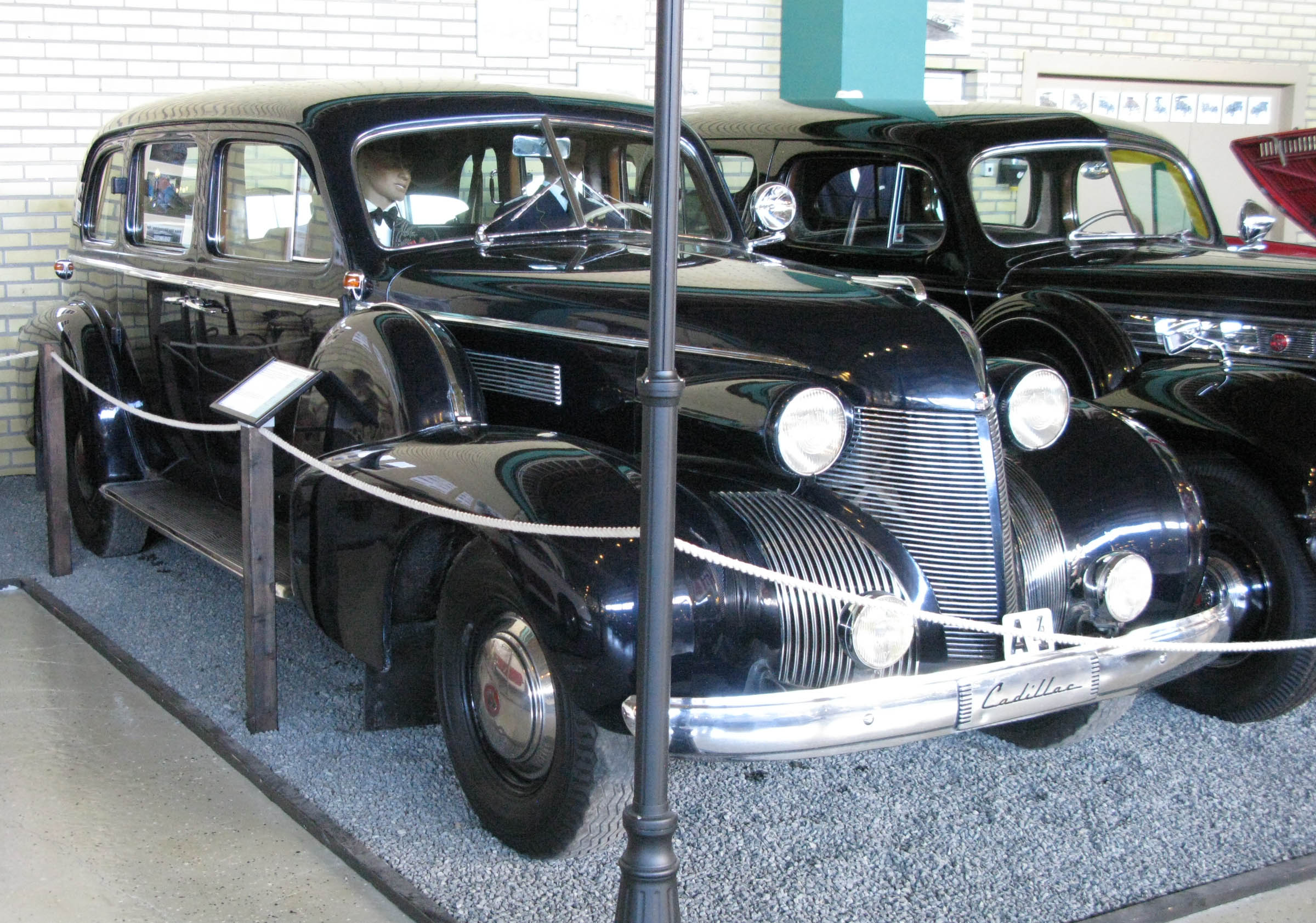
Gustaf V:s Cadillac av årsmodell 1939 som fanns på Skokloster fram till 2008.

Skoklosters motormuseum grundades 1963 av Rutger von Essen (1914–1977) som var den siste private ägaren av Skoklosters slott. Museet var på sin tid ett av de äldsta av sitt slag i Sverige. Efter von Essens död 1977 köptes hela samlingen av Gunnar Wretner och övertogs senare av sonen Thomas Wretner. I början av 2000-talet fick lokalerna där museet funnits nya ägare och samlingarna blev till salu. År 2007 såldes Skoklosters fordonssamling till några investerare som året därpå öppnade Autoseum i Simrishamn. Motorerna såldes vidare då de inte skulle ingå i deras visningsidé.

## Museiföremål
Till samlingen hörde bilar från Danmark, England, Frankrike, Sverige, Tyskland och USA. Bland de äldsta bilarana fanns en Voiturette 1898 från Dansk Automobilefabrik och en modell Type D Serie B Voiturette 1898 från Renault. Från USA kom en Chrysler Locomobile av 1920 års modell. I friområdet stod bland annat en Douglas DC-3:a och en Saab 35 Draken. 
I Skoklosters bil och motormuseum fanns även den så kallade Kungens kurva-bilen, en Cadillac V8 årsmodell 1939, som 1946 körde av Södertäljevägen med Gustaf V ombord och senare gav upphov till namnet Kungens kurva. En liknande Cadillac finns även på Sparreholms bilmuseum och båda museerna hävdade att de hade ”rätt” bil.